# Lijst van plaatsen in Australië
Dit is een lijst van plaatsen in Australië.
| Naam                 | Deelstaat                    | Local Government Area                                      | Jaar telling | Inwonertal                         |
| -------------------- | ---------------------------- | ---------------------------------------------------------- | ------------ | ---------------------------------- |
| A1 Mine Settlement   | Victoria                     | Shire of Mansfield                                         |              |                                    |
| Aberfeldy            | Victoria                     | Baw Baw Shire                                              |              |                                    |
| Acheron              | Victoria                     |                                                            |              |                                    |
| Adelaide             | Zuid-Australië               |                                                            |              | 1.291.666                          |
| Adelaide Lead        | Victoria                     | Shire of Central Goldfields                                |              |                                    |
| Adelong              | New South Wales              |                                                            | 2011         | 885                                |
| Airlie Beach         | Queensland                   |                                                            |              | 2751                               |
| Albany               | West-Australië               | City of Albany                                             | 2006         | ca. 25.000                         |
| Albany Creek         | Queensland                   | Moreton Bay Regional Council                               | 2006         | 15942                              |
| Albury               | New South Wales              | Albury City Council                                        | 2006         | 46500                              |
| Alice Springs        | Noordelijk Territorium       |                                                            |              | 26486                              |
| Allestree            | Victoria                     | Shire of Glenelg                                           | 2006         | 316                                |
| Alpha                | Queensland                   | Barcaldine Region                                          | 2021         | 559                                |
| Allora               | Queensland                   | Southern Downs Regional Council                            | 2006         | 923                                |
| Alvie                | Victoria                     | Colac Otway Shire                                          |              |                                    |
| Amelup               | West-Australië               | Shire of Gnowangerup                                       | 2011         | 186                                |
| Amity Point          | Queensland                   |                                                            | 2006         | 436                                |
| Amphitheatre         | Victoria                     | Pyrenees Shire                                             | 2006         | 291                                |
| Anakie               | Queensland                   | Central Highlands Regional Council                         |              |                                    |
| Antwerp              | Victoria                     | Shire of Hindmarsh                                         |              |                                    |
| Apollo Bay           | Victoria                     | Colac Otway Shire                                          | 2006         | 1777                               |
| Aramac               | Queensland                   | Barcaldine Regional Council                                | 2006         | 341                                |
| Ararat               | Victoria                     |                                                            |              |                                    |
| Aratula              | Queensland                   | Scenic Rim Regional Council                                | 2006         | 386                                |
| Archies Creek        | Victoria                     | Bass Coast Shire                                           |              |                                    |
| Areega               | Victoria                     | Shire of Yarriambiack                                      |              |                                    |
| Ariah Park           | New South Wales              | Temora Shire Council                                       | 2011         | 689                                |
| Armidale             | New South Wales              | Armidale Dumaresq Council                                  | 2006         | 21660                              |
| Arno Bay             | Zuid-Australië               | District Council of Cleve                                  | 2006         | 428                                |
| Arthurs Creek        | Victoria                     |                                                            |              |                                    |
| Ascot                | Queensland                   | Brisbane City Council                                      | 2006         | 5.330                              |
| Ashfield             | New South Wales              |                                                            | 2011         | 22.000                             |
| Ashgrove             | Queensland                   | Brisbane City Council                                      | 2004         | 12.007                             |
| Augathella           | Queensland                   |                                                            | 2006         | 395                                |
| Augusta              | West-Australië               | Shire of Augusta-Margaret River                            | 2016         | 1.382                              |
| Aurukun              | Queensland                   | Shire of Aurukun                                           | 2006         | 1043                               |
| Austins Ferry        | Tasmanië                     |                                                            |              |                                    |
| Australind           | West-Australië               | Shire of Harvey                                            | 2016         | 14.539                             |
| Avalon               | Victoria                     |                                                            |              |                                    |
| Axedale              | Victoria                     | City of Greater Bendigo                                    | 2006         | 230                                |
| Ayr                  | Queensland                   | Burdekin Shire Council                                     | 2001         | 8.334                              |
| Baarmutha            | Victoria                     | Indigo Shire                                               |              |                                    |
| Baddaginnie          | Victoria                     | Rural City of Benalla                                      | 2006         | 460                                |
| Baird Bay            | Zuid-Australië               | District Council of Streaky Bay                            |              |                                    |
| Bairnsdale           | Victoria                     | East Gippsland Shire                                       | 2006         | 11.282                             |
| Balhannah            | Zuid-Australië               | Adelaide Hills Council                                     |              |                                    |
| Ballan               | Victoria                     | Shire of Moorabool                                         | 2006         | 1.808                              |
| Ballarat             | Victoria                     |                                                            | 2006         | 90.303                             |
| Ballina              | New South Wales              | Ballina Shire Council                                      | 2014         | 17.130                             |
| Bankstown            | New South Wales              |                                                            | 2006         | 170.490                            |
| Barcaldine           | Queensland                   | Barcaldine Regional Council                                | 2001         | 1.497                              |
| Barham               | New South Wales              |                                                            | 2006         | 1.132                              |
| Barmah               | Victoria                     | Moira Shire                                                | 2006         | 210                                |
| Barnawartha          | Victoria                     | Indigo Shire                                               | 2006         | 1.207                              |
| Barooga              | New South Wales              | Berrigan Shire Council                                     | 2006         | 1.655                              |
| Barraba              | New South Wales              | Tamworth Regional Council                                  | 2016         | 1.410                              |
| Bathurst             | New South Wales              | Bathurst Regional Council                                  | 2006         | 37.001                             |
| Batlow               | New South Wales              |                                                            | 2006         | 1.369                              |
| Beaconsfield         | Tasmanië                     | West Tamar Council                                         | 2001         | 1.007                              |
| Beaudesert           | Queensland                   | Scenic Rim Regional Council                                | 2006         | 5.388                              |
| Beauty Point         | Tasmanië                     | West Tamar Council                                         | 2006         | 1.153                              |
| Bedourie             | Queensland                   | Diamantina Shire Council                                   | 2006         | 142                                |
| Bega                 | New South Wales              | Bega Valley Shire Council                                  | 2006         | 4.536                              |
| Beltana              | Zuid-Australië               | Outback Areas Community Development Trust                  | 2006         | 83                                 |
| Benalla              | Victoria                     |                                                            |              | 10.000                             |
| Benambra             | Victoria                     | Shire of East Gippsland                                    | 2006         | 265                                |
| Bendigo              | Victoria                     |                                                            |              | 80.000                             |
| Bermagui             | New South Wales              | Bega Valley Shire Council                                  | 2006         | 1.200 (bij benadering)             |
| Berri                | Zuid-Australië               | Berri Barmera Council                                      | 2006         | 7.000                              |
| Berrigan             | New South Wales              | Berrigan Shire Council                                     | 2006         | 899                                |
| Berrima              | New South Wales              |                                                            | 2006         | 777                                |
| Berringa             | Victoria                     | Golden Plains Shire                                        | 2006         | 259                                |
| Berriwillock         | Victoria                     |                                                            | 2006         | 352                                |
| Bethungra            | New South Wales              | Junee Shire Council                                        | 2006         | 366 (binnen een straal van 7 km)   |
| Betoota              | Queensland                   | Diamantina Shire Council                                   |              |                                    |
| Beveridge            | Victoria                     | Shire of Mitchell                                          | 2006         | 1.192                              |
| Beverley             | West-Australië               | Shire of Beverley                                          | 2006         | 848                                |
| Bicheno              | Tasmanië                     | Glamorgan Spring Bay Council                               | 2006         | 711                                |
| Biggenden            | Queensland                   |                                                            | 2001         | 635                                |
| Biloela              | Queensland                   | Banana Shire Council                                       | 2006         | 5.371                              |
| Bindoon              | West-Australië               | Shire of Chittering                                        | 2016         | 1.183                              |
| Binna Burra          | Queensland                   |                                                            |              |                                    |
| Birchip              | Victoria                     | Shire of Buloke                                            | 2006         | 822                                |
| Birregurra           | Victoria                     | Colac Otway Shire                                          | 2006         | 688                                |
| Blackall             | Queensland                   | Blackall-Tambo Regional Council                            | 2006         | 1.160                              |
| Blackheath           | New South Wales              | City of Blue Mountains                                     | 2006         | 4.177                              |
| Blackwood Creek      | Tasmanië                     | Northern Midlands Council                                  | 2006         | 314                                |
| Blanchetown          | Zuid-Australië               |                                                            | 2006         | 231                                |
| Blayney              | New South Wales              |                                                            | 2001         | 2.608                              |
| Blighty              | New South Wales              | Conargo Shire Council                                      | 2006         | 335                                |
| Blinman              | Zuid-Australië               |                                                            | 2006         | 22                                 |
| Bogan Gate           | New South Wales              | Parkes Shire Council                                       | 2006         | 253                                |
| Bogantungan          | Queensland                   | Central Highlands Regional Council                         |              |                                    |
| Boisdale             | Victoria                     | Shire of Wellington                                        | 2006         | 603                                |
| Bomaderry            | New South Wales              |                                                            | 2016         | 6.661                              |
| Bombala              | New South Wales              | Bombala Council                                            | 2001         | 1.222                              |
| Boolarra             | Victoria                     | City of Latrobe                                            | 2006         | 1.119                              |
| Booligal             | New South Wales              | Hay Shire Council                                          | 2006         | 42 (binnen een straal van 7 km)    |
| Bordertown           | Zuid-Australië               | Tatiara District Council                                   | 2016         | 2.953                              |
| Boree Creek          | New South Wales              | Urana Shire Council                                        | 2006         | 271                                |
| Borroloola           | Noordelijk Territorium       | Borroloola                                                 | 2001         | 769                                |
| Boulia               | Queensland                   |                                                            | 2001         | 288                                |
| Boundary Bend        | Victoria                     | Rural City of Swan Hill                                    | 2006         | 182                                |
| Bourke               | New South Wales              | Bourke Shire Council                                       | 2006         | 2.413                              |
| Bowen                | Queensland                   |                                                            | 2011         | 10.260                             |
| Bowenfels            | New South Wales              | City of Lithgow                                            |              |                                    |
| Bowral               | New South Wales              |                                                            | 2006         | 10.971                             |
| Bramston Beach       | Queensland                   | Cairns Regional Council                                    | 2006         | 176                                |
| Braybrook            | Victoria                     |                                                            |              |                                    |
| Brewarrina           | New South Wales              | Brewarrina Shire Council                                   | 2006         | 1.121                              |
| Bridgewater          | Tasmanië                     | Brighton Council                                           |              |                                    |
| Brisbane             | Queensland                   |                                                            | 2013         | 2.238.394                          |
| Brocklesby           | New South Wales              |                                                            | 2006         | 439 (binnen 7 km straal)           |
| Broken Hill          | New South Wales              | City of Broken Hill                                        |              | 21.000                             |
| Brookfield           | Queensland                   | Brisbane City Council                                      | 2004         | 4.419                              |
| Broome               | West-Australië               |                                                            | 2006         | 11.547                             |
| Brunswick Junction   | West-Australië               | Shire of Harvey                                            | 2016         | 797                                |
| Bruthen              | Victoria                     | Shire of East Gippsland                                    | 2006         | 624                                |
| Buckrabanyule        | Victoria                     | Shire of Buloke                                            | 2006         | 8 (schatting)                      |
| Bulleen              | Victoria                     | Manningham City                                            | 2011         | 10.868                             |
| Bundaberg            | Queensland                   |                                                            |              | 50.540                             |
| Bundalong            | Victoria                     | Shire of Moira                                             | 2001         | 258                                |
| Bundanoon            | New South Wales              | Wingecarribee Shire Council                                | 2006         | 2.035                              |
| Bung Bong            | Victoria                     | Pyrenees Shire, Shire of Central Goldfields                |              |                                    |
| Buninyong            | Victoria                     | City of Ballarat                                           | 2006         | 1.800                              |
| Burcher              | New South Wales              | Lachlan Shire Council                                      |              |                                    |
| Burnett Heads        | Queensland                   | Bundaberg Regional Council                                 | 2006         | 2.065                              |
| Burnie               | Tasmanië                     | City of Burnie                                             | 2016         | 19.385                             |
| Burra                | Zuid-Australië               | Regional Council of Goyder                                 | 2006         | 978                                |
| Busselton            | West-Australië               |                                                            |              | 15.386                             |
| Bute                 | Zuid-Australië               |                                                            |              |                                    |
| Buxton               | Victoria                     |                                                            | 2006         | 396                                |
| Byron Bay            | New South Wales              | Byron Shire Council                                        |              | 5.600                              |
| Cairns               | Queensland                   |                                                            |              | 128.284                            |
| Calen                | Queensland                   | Mackay Regional Council                                    | 2006         | 289                                |
| Calliope             | Queensland                   | Gladstone Regional Council                                 | 2006         | 1.550                              |
| Caloundra            | Queensland                   | Sunshine Coast Region                                      | 2011         | 70.040                             |
| Campbell Town        | Tasmanië                     | Northern Midlands Council                                  | 2006         | 755                                |
| Campbelltown         | New South Wales              |                                                            | 2016         | 12.566                             |
| Camperdown           | Victoria                     | Corangamite Shire                                          | 2006         | 3541                               |
| Canberra             | Australian Capital Territory |                                                            |              | 381.488                            |
| Canowindra           | New South Wales              |                                                            |              |                                    |
| Canungra             | Queensland                   | Scenic Rim Regional Council                                | 2006         | 1.000                              |
| Cape Clear           | Victoria                     | Golden Plains Shire                                        |              |                                    |
| Cape Tribulation     | Queensland                   |                                                            |              |                                    |
| Capella              | Queensland                   | Central Highlands Regional Council                         | 2006         | 796                                |
| Capertee             | New South Wales              | City of Lithgow                                            |              |                                    |
| Carcoar              | New South Wales              |                                                            | 2006         | 400                                |
| Cardup               | West-Australië               | Shire of Serpentine-Jarrahdale                             | 2016         | 1.110                              |
| Cardwell             | Queensland                   | Cassowary Coast Regional Council                           | 2006         | 1.250                              |
| Carey Gully          | Zuid-Australië               | Adelaide Hills Council                                     |              |                                    |
| Carindale            | Queensland                   | Brisbane City Council                                      | 2006         | 15.135                             |
| Carlsruhe            | Victoria                     | Shire of Macedon Ranges                                    | 2006         | 442                                |
| Carnarvon            | West-Australië               | Shire of Carnarvon                                         | 2006         | 7.190                              |
| Carrajung            | Victoria                     | Shire of Wellington                                        |              | ca. 100                            |
| Carrathool           | New South Wales              |                                                            | 2006         | 99 (schatting)                     |
| Carrickalinga        | Zuid-Australië               | District Council of Yankalilla                             |              |                                    |
| Casterton            | Victoria                     | Glenelg Shire                                              | 2006         | 1.962                              |
| Caveside             | Tasmanië                     | Meander Valley Council                                     |              |                                    |
| Charters Towers      | Queensland                   | Charters Towers Regional Council                           | 2004         | 8.846                              |
| Chermside            | Queensland                   | Brisbane City Council                                      | 2006         | 6.348                              |
| Chillagoe            | Queensland                   | Tablelands Regional Council                                | 2006         | 227                                |
| Chittering           | West-Australië               | Shire of Chittering                                        | 2016         | 921                                |
| Chum Creek           | Victoria                     |                                                            | 2006         | 848                                |
| Claremont            | Tasmanië                     | City of Glenorchy                                          |              |                                    |
| Cleve                | Zuid-Australië               | District Council of Cleve                                  | 2006         | 1.016                              |
| Clifton Springs      | Victoria                     | City of Greater Geelong                                    | 2006         | 7.063                              |
| Cloncurry            | Queensland                   | Cloncurry Shire Council                                    |              | 2.796                              |
| Cobar                | New South Wales              | Cobar Shire Council                                        | 2006         | 4.918                              |
| Coburg               | Victoria                     | City of Moreland                                           | 2006         | 23.772                             |
| Coen                 | Queensland                   | Shire of Cook                                              | 2006         | 253                                |
| Coffs Harbour        | New South Wales              | City of Coffs Harbour                                      | 2006         | 26.353                             |
| Cohuna               | Victoria                     | Shire of Gannawarra                                        | 2006         | 2.853                              |
| Colbinabbin          | Victoria                     | Shire of Campaspe                                          | 2006         | 111                                |
| Coleambally          | New South Wales              |                                                            | 2006         | 600 (schatting)                    |
| Coleraine            | Victoria                     | Shire of Southern Grampians                                | 2006         | 1.005                              |
| Colignan             | Victoria                     | Rural City of Mildura                                      | 2006         | 204                                |
| Collingullie         | New South Wales              |                                                            |              |                                    |
| Conargo              | New South Wales              | Conargo Shire Council                                      | 2006         | 95                                 |
| Condobolin           | New South Wales              |                                                            | 2006         | 3.500                              |
| Connewarre           | Victoria                     | City of Greater Geelong, Surf Coast Shire                  | 2006         | 78                                 |
| Coober Pedy          | Zuid-Australië               |                                                            |              | 3.500                              |
| Cooktown             | Queensland                   |                                                            |              | 1.600                              |
| Coolac               | New South Wales              | Gundagai Shire Council                                     | 2006         | 187                                |
| Coolamon             | New South Wales              |                                                            | 2006         | 1.399                              |
| Coolangatta          | Queensland                   | Gold Coast                                                 |              | 5.948                              |
| Coolgardie           | West-Australië               | Shire of Coolgardie                                        | 2006         | 803                                |
| Coominya             | Queensland                   | Somerset Regional Council                                  | 2006         | 467                                |
| Coonabarabran        | New South Wales              | Warrumbungle Shire Council                                 | 2006         | 2.736                              |
| Coonamble            | New South Wales              |                                                            | 2006         | 2.659                              |
| Coongulla            | Victoria                     | Shire of Wellington                                        | 2006         | 165                                |
| Cooroy               | Queensland                   |                                                            | 2006         | 2.301                              |
| Cootamundra          | New South Wales              |                                                            | 2006         | 5.566                              |
| Corindhap            | Victoria                     | Golden Plains Shire                                        | 2006         | 158                                |
| Cornubia             | Queensland                   | Logan City Council                                         | 2006         | 4.699                              |
| Corowa               | New South Wales              | Corowa Shire Council                                       | 2006         | 5.628                              |
| Cowell               | Zuid-Australië               | District Council of Franklin Harbour                       | 2006         | 791                                |
| Cowwarr              | Victoria                     | Shire of Wellington                                        | 2006         | 563                                |
| Cracow               | Queensland                   | Banana Shire Council                                       | 2006         | 123                                |
| Croydon              | Queensland                   | Croydon Shire Council                                      | 2006         | 255                                |
| Crystal Brook        | Zuid-Australië               | Port Pirie Regional Council                                | 2006         | 1.185                              |
| Cue                  | West-Australië               | Shire of Cue                                               | 2006         | 328                                |
| Culcairn             | New South Wales              | Greater Hume Shire Council                                 | 2006         | 1120                               |
| Cummins              | Zuid-Australië               | District Council of Lower Eyre Peninsula                   | 2006         | 705                                |
| Cumnock              | New South Wales              | Cabonne Shire Council                                      | 2006         | 270                                |
| Cunnamulla           | Queensland                   | Paroo Shire Council                                        | 2006         | 1.217                              |
| Daintree             | Queensland                   | Cairns Regional Council                                    | 2006         | 78                                 |
| Dajarra              | Queensland                   | Cloncurry Shire Council                                    | 2006         | 179                                |
| Dalby                | Queensland                   | Dalby Regional Council                                     | 2006         | 12.765                             |
| Dalgety              | New South Wales              |                                                            | 2006         | 75                                 |
| Dampier              | West-Australië               | Shire of Roebourne                                         | 2006         | 1.371                              |
| Dardanup             | West-Australië               | Shire of Dardanup                                          | 2016         | 502                                |
| Dareton              | New South Wales              |                                                            | 2006         | 567                                |
| Dargo                | Victoria                     | Shire of Wellington                                        | 2006         | 144                                |
| Darke Peak           | Zuid-Australië               | District Council of Cleve                                  | 2006         | 175                                |
| Darlington           | West-Australië               | Shire of Mundaring                                         | 2016         | 3.656                              |
| Darnum               | Victoria                     | Shire of Baw Baw                                           | 2006         | 598                                |
| Darraweit Guim       | Victoria                     | Shire of Macedon Ranges                                    | 2006         | 672                                |
| Darwin               | Noordelijk Territorium       | City of Darwin                                             | 2009         | 124.800                            |
| Deans Marsh          | Victoria                     | Surf Coast Shire                                           | 2006         | 631                                |
| Deddington           | Tasmanië                     | Northern Midlands                                          |              |                                    |
| Delegate             | New South Wales              | Bombala Council                                            | 2006         | 257                                |
| Deloraine            | Tasmanië                     | Meander Valley Council                                     | 2006         | 2.032                              |
| Denial Bay           | Zuid-Australië               | District Council of Ceduna                                 | 2006         | 356                                |
| Deniliquin           | New South Wales              | Deniliquin Council                                         | 2006         | 7.431                              |
| Denman               | New South Wales              |                                                            | 2006         | 1.400                              |
| Denmark              | West-Australië               | Shire of Denmark                                           |              | 5.161 (geschat)                    |
| Derby                | West-Australië               |                                                            | 2006         | 3.093                              |
| Derrinallum          | Victoria                     | Corangamite Shire                                          | 2006         | 557                                |
| Devonport            | Tasmanië                     | City of Devonport                                          |              | 25.546 (2014)                      |
| Dimboola             | Victoria                     | Shire of Hindmarsh                                         | 2006         | 1.863                              |
| Dirranbandi          | Queensland                   | Balonne Shire                                              | 2006         | 437                                |
| Dixons Creek         | Victoria                     |                                                            | 2006         | 596                                |
| Doomadgee            | Queensland                   | Doomadgee Aboriginal Shire Council                         | 2006         | 1.052                              |
| Drysdale             | Victoria                     | City of Greater Geelong                                    | 2006         | 3740                               |
| Duaringa             | Queensland                   | Central Highlands Regional Council                         | 2001         | 251                                |
| Dunmurra             | Noordelijk Territorium       |                                                            |              |                                    |
| Dunolly              | Victoria                     | Shire of Central Goldfields                                | 2006         | 969                                |
| Dunsborough          | West-Australië               | City of Busselton                                          | 2016         | 6.039                              |
| Dunwich              | Queensland                   |                                                            |              |                                    |
| Eagle Farm           | Queensland                   | Brisbane City Council                                      | 2006         | Onbekend                           |
| East Albury          | New South Wales              | Albury City Council                                        | 2006         | 5.686                              |
| Eaton                | West-Australië               | Shire of Dardanup                                          | 2016         | 8.483                              |
| Ebor                 | New South Wales              | Guyra Shire Council & Armidale Dumaresq Council            | 2006         | 160                                |
| Echuca               | Victoria                     | Shire of Campaspe                                          | 2006         | 12.358                             |
| Echunga              | Zuid-Australië               | District Council of Mount Barker                           | 2006         | 500                                |
| Edenhope             | Victoria                     | Shire of West Wimmera                                      | 2006         | 913                                |
| Edithburgh           | Zuid-Australië               | District Council of Yorke Peninsula                        |              |                                    |
| Eidsvold             | Queensland                   | North Burnett Regional Council                             | 2006         | 459                                |
| Eildon               | Victoria                     | Shire of Murrindindi                                       | 2006         | 665                                |
| Elizabeth Town       | Tasmanië                     | Meander Valley Council                                     | 2006         | 502                                |
| Emu Park             | Queensland                   | Rockhampton Regional Council                               | 2006         | 2967                               |
| Ensay                | Victoria                     | Shire of East Gippsland                                    | 2006         | 331                                |
| Erica                | Victoria                     | Shire of Baw Baw                                           | 2006         | 247                                |
| Eromanga             | Queensland                   | Quilpie Shire Council                                      | 2006         | 171                                |
| Eulo                 | Queensland                   | Paroo Shire Council                                        | 2006         | 108                                |
| Euston               | New South Wales              | Balranald Shire Council                                    |              |                                    |
| Evandale             | Tasmanië                     | Northern Midlands Council                                  | 2006         | 1.057                              |
| Evans Head           | New South Wales              | Richmond Valley Council                                    | 2006         | 3.500                              |
| Fernvale             | Queensland                   | Somerset Regional Council                                  | 2006         | 1.544                              |
| Fish Creek           | Victoria                     | South Gippsland Shire                                      | 2006         | 726                                |
| Flowerdale           | Victoria                     |                                                            |              |                                    |
| Forbes               | New South Wales              | Forbes Shire Council                                       | 2001         | 7.094                              |
| Forest Lake          | Queensland                   | Brisbane City Council                                      | 2006         | 21.005                             |
| Forrest Hill         | New South Wales              | Albury City Council                                        | 2006         | 846                                |
| Forsayth             | Queensland                   | Etheridge Shire Council                                    | 2007         | 90 (schatting)                     |
| Fortitude Valley     | Queensland                   | Brisbane City Council                                      | 2006         | 4.469                              |
| Foxdale              | Queensland                   |                                                            |              |                                    |
| Fremantle            | West-Australië               |                                                            | 2006         | 7.459                              |
| Fumina South         | Victoria                     | Shire of Baw Baw                                           |              | 30                                 |
| Ganmain              | New South Wales              | Coolamon Shire Council                                     | 2006         | 648                                |
| Gargett              | Queensland                   | Mackay Regional Council                                    |              |                                    |
| Gatton               | Queensland                   | Lockyer Valley Regional Council                            | 2006         | 6.000                              |
| Gayndah              | Queensland                   | North Burnett Regional Council                             | 2006         | 1.745                              |
| Geelong              | Victoria                     |                                                            |              | 205.000                            |
| Geraldton            | West-Australië               | City of Greater Geraldton                                  | 2006         | 27.420                             |
| Gheringhap           | Victoria                     | Golden Plains Shire                                        |              |                                    |
| Gilgandra            | New South Wales              |                                                            | 2001         | 2.718                              |
| Giru                 | Queensland                   | Burdekin Shire Council                                     | 2001         | 375                                |
| Gladstone            | Queensland                   | Gladstone Regional Council                                 | 2006         | 29.288                             |
| Glen Davis           | New South Wales              | City of Lithgow                                            |              |                                    |
| Glen Innes           | New South Wales              | Glen Innes Severn Shire Council                            | 2006         | 5.707                              |
| Glenburn             | Victoria                     |                                                            | 2006         | 179                                |
| Glenelg              | Zuid-Australië               |                                                            | 2011         | 3.448                              |
| Glenmaggie           | Victoria                     | Shire of Wellington                                        | 2006         | 405                                |
| Glenrowan            | Victoria                     | Rural City of Wangaratta                                   | 2006         | 952                                |
| Gold Coast           | Queensland                   |                                                            | 2013         | 591.473                            |
| Goodooga             | New South Wales              | Brewarrina Shire Council                                   | 2006         | 265                                |
| Gooloogong           | New South Wales              |                                                            | 2006         | 852                                |
| Goolwa               | Zuid-Australië               | Alexandrina Council                                        | 2006         | 6.500                              |
| Goomeri              | Queensland                   | Gympie Regional Council                                    | 2006         | 488                                |
| Goondiwindi          | Queensland                   | Goondiwindi Regional Council                               | 2004         | 5.031                              |
| Gosford              | New South Wales              | City of Gosford                                            | 2006         | 155.271                            |
| Goulburn             | New South Wales              |                                                            | 2011         | 21.484                             |
| Gowrie Junction      | Queensland                   | Toowoomba Regional Council                                 | 2006         | 1.216                              |
| Gracemere            | Queensland                   | Rockhampton Regional Council                               | 2006         | 4.454                              |
| Grandchester         | Queensland                   | City of Ipswich                                            | 2011         | 504                                |
| Granton              | Tasmanië                     | City of Glenorchy                                          | 2011         | 1.518                              |
| Griffith             | New South Wales              |                                                            | 2006         | 16.182                             |
| Gulargambone         | New South Wales              | Coonamble Shire Council                                    | 2006         | 449                                |
| Gulgong              | New South Wales              | Mid-Western Regional Council                               | 2006         | 2.021                              |
| Gunbar               | New South Wales              | Carrathool Shire Council                                   | 2006         | 19 (binnen een straal van 7 km)    |
| Gunnedah             | New South Wales              | Gunnedah Shire Council                                     | 2006         | 7.542                              |
| Gunning              | New South Wales              |                                                            | 2001         | 2.173                              |
| Guyra                | New South Wales              | Guyra Shire Council                                        | 2006         | 1.725                              |
| Gympie               | Queensland                   |                                                            | 2006         | 10.933                             |
| Hahndorf             | Zuid-Australië               | District Council of Mount Barker                           | 2006         | 1805                               |
| Halbury              | Zuid-Australië               | Wakefield Regional Council                                 |              |                                    |
| Halls Creek          | West-Australië               | Shire of Halls Creek                                       | 2016         | 1.546                              |
| Halls Gap            | Victoria                     | Shire of Northern Grampians                                | 2006         | 281                                |
| Hamilton             | Victoria                     |                                                            |              | 10.104                             |
| Hanwood              | New South Wales              |                                                            | 2006         | 583                                |
| Harrietville         | Victoria                     | Alpine Shire                                               | 2006         | 278                                |
| Harvey               | West-Australië               | Shire of Harvey                                            | 2016         | 3.315                              |
| Haslam               | Zuid-Australië               | District Council of Streaky Bay                            | 2006         | 50                                 |
| Hay                  | New South Wales              | Hay Shire Council                                          | 2001         | 2.692                              |
| Hay Point            | Queensland                   | Mackay Region                                              | 2016         | 1.348                              |
| Helensburgh          | New South Wales              |                                                            | 2006         | 5.503                              |
| Helidon              | Queensland                   | Lockyer Valley Regional Council                            | 2006         |                                    |
| Hervey Bay           | Queensland                   |                                                            | 2006         | 52.230                             |
| Hobart               | Tasmanië                     |                                                            |              | 202.138                            |
| Hoddles Creek        | Victoria                     | Shire of Yarra Ranges                                      |              |                                    |
| Holland Park         | Queensland                   | Brisbane City Council                                      | 2006         | 7.487                              |
| Home Hill            | Queensland                   | Burdekin Region                                            |              | 2.907                              |
| Hopetoun             | Victoria                     | Shire of Yarriambiack                                      | 2006         | 630                                |
| Horsham              | Victoria                     |                                                            |              | 14.285                             |
| Howlong              | New South Wales              | Corowa Shire Council                                       | 2001         | 1.946                              |
| Hughenden            | Queensland                   |                                                            | 2006         | 1.154                              |
| Humula               | New South Wales              |                                                            | 2006         | 1.418 (binnen een straal van 7 km) |
| Huonville            | Tasmanië                     | Huon Valley Council                                        | 2006         | 1.700                              |
| Huskisson            | New South Wales              |                                                            |              | 1.600                              |
| Ilfracombe           | Queensland                   | Longreach Regional Council                                 | 2006         | 269                                |
| Inala                | Queensland                   | Brisbane City Council                                      | 2004         | 12.568                             |
| Ingham               | Queensland                   | Hinchinbrook Shire Council                                 | 2001         | 4.662                              |
| Inverell             | New South Wales              | Inverell Shire Council                                     | 2006         | 9.749                              |
| Inverleigh           | Victoria                     | Golden Plains Shire                                        | 2006         | 1.253                              |
| Inverloch            | Victoria                     | Bass Coast Shire                                           | 2006         | 4.140                              |
| Ipswich              | Queensland                   |                                                            |              | 140.000                            |
| Irymple              | Victoria                     | Rural City of Mildura                                      | 2006         | 5.740                              |
| Jabiru               | Noordelijk Territorium       | Town of Jabiru                                             | 2006         | 1.137                              |
| Jamieson             | Victoria                     | Shire of Mansfield                                         | 2006         | 259                                |
| Jan Juc              | Victoria                     | Surf Coast Shire                                           | 2006         | 3.158                              |
| Jindabyne            | New South Wales              |                                                            | 2011         | 2.441                              |
| Jingellic            | New South Wales              | Tumbarumba Shire Council                                   |              |                                    |
| Jumbunna             | Victoria                     | South Gippsland Shire                                      |              | ca. 80                             |
| Junee                | New South Wales              | Junee Shire Council                                        | 2006         | 3.744                              |
| Kaap Portland        | Tasmanië                     |                                                            |              |                                    |
| Kaap Schanck         | Victoria                     |                                                            | 2011         | 362                                |
| Kalamunda            | West-Australië               | City of Kalamunda                                          | 2016         | 6.970                              |
| Kalgoorlie           | West-Australië               |                                                            | 2006         | 28.242                             |
| Kallangur            | Queensland                   | Moreton Bay Regional Council                               | 2006         | 15.656                             |
| Kambalda             | West-Australië               | Shire of Coolgardie                                        | 2006         | 2.705                              |
| Kandos               | New South Wales              | Mid-Western Regional Council                               | 2006         | 1.335                              |
| Kangaroo Valley      | New South Wales              |                                                            | 2006         | 1.337                              |
| Kaniva               | Victoria                     | Shire of West Wimmera                                      | 2006         | 1.000                              |
| Kapunda              | Zuid-Australië               | Light Regional Council                                     | 2006         | 3000                               |
| Katherine            | Noordelijk Territorium       | Katherine Town Council                                     | 2001         | 6488                               |
| Katoomba             | New South Wales              | City of Blue Mountains                                     |              | 9102                               |
| Katunga              | Victoria                     | Shire of Moira                                             | 2006         | 300 (schatting)                    |
| Kevington            | Victoria                     | Shire of Mansfield                                         |              |                                    |
| Kilcunda             | Victoria                     | Bass Coast Shire                                           | 2006         | 264                                |
| Kilkivan             | Queensland                   | Gympie Regional Council                                    | 2001         | 329                                |
| Kilmore              | Victoria                     | Shire of Mitchell                                          | 2006         | 4721                               |
| Kimberley            | West-Australië               |                                                            |              | 41000                              |
| Kingaroy             | Queensland                   | South Burnett Regional Council                             | 2006         | 7620                               |
| Kinglake             | Victoria                     |                                                            | 2006         | 1482                               |
| Kioloa               | New South Wales              |                                                            | 2006         | 196                                |
| Koondrook            | Victoria                     | Shire of Gannawarra                                        | 2006         | 802                                |
| Kootingal            | New South Wales              | Tamworth Regional Council                                  | 2006         | 1400                               |
| Koraleigh            | New South Wales              |                                                            |              |                                    |
| Korumburra           | Victoria                     | South Gippsland Shire                                      | 2006         | 4465                               |
| Kuranda              | Queensland                   |                                                            |              | 650                                |
| Kyabram              | Victoria                     | Shire of Campaspe                                          | 2006         | 7108                               |
| Kyancutta            | Zuid-Australië               | District Council of Le Hunte                               | 2006         |                                    |
| Kyneton              | Victoria                     | Shire of Macedon Ranges                                    | 2006         | 5905                               |
| Kywong               | New South Wales              | Narrandera Shire Council                                   |              |                                    |
| Laidley              | Queensland                   | Lockyer Valley Regional Council                            | 2006         | 2858                               |
| Lake Boga            | Victoria                     | Rural City of Swan Hill                                    | 2006         | 725                                |
| Lake Bolac           | Victoria                     | Rural City of Ararat                                       | 2006         | 470                                |
| Lake Conjola         | New South Wales              |                                                            | 2001         | 612                                |
| Lakes Entrance       | Victoria                     | Shire of East Gippsland                                    | 2006         | 4093                               |
| Lancefield           | Victoria                     | Shire of Macedon Ranges                                    | 2006         | 1184                               |
| Lauderdale           | Tasmanië                     |                                                            | 2006         | 2388                               |
| Launceston           | Tasmanië                     |                                                            |              | 103325                             |
| Lenswood             | Zuid-Australië               | Adelaide Hills Council                                     |              |                                    |
| Leongatha            | Victoria                     | South Gippsland Shire                                      | 2006         | 4818                               |
| Licola               | Victoria                     | Shire of Wellington                                        | 2006         | 21                                 |
| Lipson               | Zuid-Australië               | District Council of Tumby Bay                              |              |                                    |
| Lismore              | New South Wales              | City of Lismore                                            | 2007         | 48000                              |
| Lock                 | Zuid-Australië               | District Council of Elliston                               | 2006         | 290                                |
| Longreach            | Queensland                   | Longreach Regional Council                                 | 2001         | 4386                               |
| Low Head             | Tasmanië                     | George Town Council                                        | 2006         | 474                                |
| Lowood               | Queensland                   | Somerset Regional Council                                  | 2011         | 3336                               |
| Mackay               | Queensland                   |                                                            | 2006         | 72847                              |
| Maclean              | New South Wales              | Clarence Valley Council                                    | 2006         | 3232                               |
| Maidstone            | Victoria                     |                                                            |              |                                    |
| Maitland             | New South Wales              |                                                            | 2006         | 61.431                             |
| Malua Bay            | New South Wales              | Eurobodalla Shire Council                                  |              |                                    |
| Mandurah             | West-Australië               | City of Mandurah en Shire of Murray                        | 2011         | 83.294                             |
| Mandurama            | New South Wales              |                                                            |              |                                    |
| Mannum               | Zuid-Australië               | Mid Murray Council                                         | 2006         | 6750                               |
| Margaret River       | West-Australië               | Shire of Augusta-Margaret River                            | 2006         | 4.415                              |
| Marion Bay           | Zuid-Australië               | District Council of Yorke Peninsula                        | 2006         | 150                                |
| Marla                | Zuid-Australië               |                                                            |              |                                    |
| Marree               | Zuid-Australië               |                                                            |              | 70                                 |
| Maryborough          | Queensland                   | Fraser Coast Regional Council                              | 2001         | 21123                              |
| Marysville           | Victoria                     |                                                            | 2006         | 519                                |
| Mataranka            | Noordelijk Territorium       | Mataranka Community Government Council                     | 2001         | 461                                |
| Mathoura             | New South Wales              | Murray Shire Council                                       | 2001         | 643                                |
| Matlock              | Victoria                     | Shire of Mansfield                                         |              |                                    |
| Meadows              | Zuid-Australië               |                                                            | 2006         | 1726                               |
| Melbourne            | Victoria                     |                                                            |              | 4347955                            |
| Menindee             | New South Wales              |                                                            | 2006         | 634                                |
| Meringur             | Victoria                     | Rural City of Mildura                                      | 2006         | 147                                |
| Merriwa              | New South Wales              |                                                            |              |                                    |
| Metung               | Victoria                     | Shire of East Gippsland                                    | 2006         | 1207                               |
| Mia Mia              | Victoria                     | City of Greater Bendigo                                    | 2006         | 200 (schatting)                    |
| Miena                | Tasmanië                     | Central Highlands Council                                  | 2006         | 104                                |
| Milawa               | Victoria                     | Rural City of Wangaratta                                   | 2006         | 543                                |
| Mildura              | Victoria                     |                                                            |              | 30016                              |
| Millthorpe           | New South Wales              |                                                            | 2006         | 705                                |
| Minyip               | Victoria                     | Shire of Yarriambiack                                      | 2006         | 100                                |
| Mirboo North         | Victoria                     | South Gippsland Shire                                      | 2006         | 2688                               |
| Miriam Vale          | Queensland                   | Gladstone Regional Council                                 | 2006         | 381                                |
| Mitchell             | Queensland                   |                                                            |              | 1311                               |
| Moama                | New South Wales              | Murray Shire Council                                       | 2006         | 3331                               |
| Moe                  | Victoria                     |                                                            |              | 15.582                             |
| Mole Creek           | Tasmanië                     | Meander Valley Council                                     | 2006         | 223                                |
| Molong               | New South Wales              | Cabonne Shire Council                                      | 2007         | 2135                               |
| Monto                | Queensland                   | Monto Shire                                                | 2006         | 1159                               |
| Moonbi               | New South Wales              | Tamworth Regional Council                                  |              |                                    |
| Moora                | West-Australië               | Shire of Moora                                             | 2006         | 1767                               |
| Moriac               | Victoria                     | Surf Coast Shire                                           | 2006         | 476                                |
| Morundah             | New South Wales              | Urana Shire Council                                        | 2006         | 76                                 |
| Morwell              | Victoria                     | City of Latrobe                                            | 2006         | 13766                              |
| Mosman               | New South Wales              |                                                            | 2006         | 26.236                             |
| Mossman              | Queensland                   | Cairns Regional Council                                    | 2001         | 1695                               |
| Moulamein            | New South Wales              |                                                            | 2001         | 423                                |
| Mount Barker         | Zuid-Australië               |                                                            | 2006         | 10258                              |
| Mount Beauty         | Victoria                     | Alpine Shire                                               | 2006         | 873                                |
| Mount Buller Village | Victoria                     | Unincorporated area                                        | 2006         | 251                                |
| Mount Burr           | Zuid-Australië               | Wattle Range Council                                       | 2006         | 369                                |
| Mount Gravatt        | Queensland                   | Brisbane City Council                                      | 2006         | 3090                               |
| Mount Isa            | Queensland                   |                                                            |              | 21000                              |
| Mount Morgan         | Queensland                   | Rockhampton Regional Council                               | 2006         | 2984                               |
| Moura                | Queensland                   | Banana Shire                                               | 2006         | 1774                               |
| Mudgee               | New South Wales              | Mid-Western Regional Council                               | 2011         | 9830                               |
| Mullumbimby          | New South Wales              | Byron Shire Council                                        | 2006         | 3129                               |
| Murgon               | Queensland                   | South Burnett Regional Council                             | 2006         | 2143                               |
| Murrabit             | Victoria                     | Shire of Gannawarra                                        | 2006         | 408                                |
| Murrumi              | New South Wales              | Leeton Shire Council                                       |              |                                    |
| Murtoa               | Victoria                     | Shire of Yarriambiack                                      | 2006         | 912                                |
| Murwillumbah         | New South Wales              |                                                            | 2006         | 7952                               |
| Muswellbrook         | New South Wales              | Muswellbrook Shire Council                                 | 2006         | 10707                              |
| Myrniong             | Victoria                     | Shire of Moorabool                                         | 2006         | 210                                |
| Nambour              | Queensland                   | Maroochy Shire                                             | 2006         | 13800                              |
| Nanango              | Queensland                   | South Burnett Regional Council                             | 2006         | 3083                               |
| Nangana              | Victoria                     | Shire of Cardinia                                          |              |                                    |
| Narangba             | Queensland                   | Moreton Bay Regional Council                               | 2006         | 12997                              |
| Narooma              | New South Wales              | Eurobodalla Shire Council                                  | 2001         | 3391                               |
| Narrabri             | New South Wales              | Narrabri Shire Council                                     | 2006         | 7419                               |
| Narrandera           | New South Wales              | Narrandera Shire Council                                   | 2001         | 4119 (2001 Census)                 |
| Natimuk              | Victoria                     | Rural City of Horsham                                      | 2006         | 449                                |
| Neerim               | Victoria                     | Shire of Baw Baw                                           |              |                                    |
| Neerim South         | Victoria                     | Shire of Baw Baw                                           | 2006         | 1602                               |
| New Norcia           | West-Australië               | Shire of Victoria Plains                                   |              |                                    |
| Newcastle            | New South Wales              |                                                            | 2006         | 288732                             |
| Nhill                | Victoria                     | Shire of Hindmarsh                                         | 2006         | 2550                               |
| Nimbin               | New South Wales              |                                                            | 2001         | 352                                |
| Noosa Heads          | Queensland                   |                                                            |              |                                    |
| Noosaville           | Queensland                   |                                                            | 2006         | 6528                               |
| North Lakes          | Queensland                   | Moreton Bay Regional Council                               |              |                                    |
| Norton Summit        | Zuid-Australië               | Adelaide Hills Council                                     |              |                                    |
| Nowa Nowa            | Victoria                     | Shire of East Gippsland                                    | 2006         | 145                                |
| Nowra                | New South Wales              |                                                            | 2015         | 35920                              |
| Nugent               | Tasmanië                     | Sorell Council                                             |              |                                    |
| Numbulwar            | Noordelijk Territorium       |                                                            | 2006         | 672                                |
| Numurkah             | Victoria                     | Shire of Moira                                             | 2006         | 4643                               |
| Oaklands             | New South Wales              | Urana Shire Council                                        | 2006         | 250                                |
| Oatlands             | Tasmanië                     | Southern Midlands Council                                  | 2006         | 540                                |
| Omeo                 | Victoria                     | Shire of East Gippsland                                    | 2006         | 452                                |
| One Tree             | New South Wales              | Hay Shire Council                                          |              |                                    |
| Oodnadatta           | Zuid-Australië               |                                                            | 2006         | 227                                |
| Orange               | New South Wales              |                                                            | 2006         | 31.544                             |
| Orford               | Tasmanië                     | Glamorgan Spring Bay Council                               | 2006         | 485                                |
| Orroroo              | Zuid-Australië               | District Council of Orroroo Carrieton                      | 2006         | 543                                |
| Oxley                | Victoria                     | Rural City of Wangaratta                                   | 2006         | 279                                |
| Pacific Palms        | New South Wales              | Great Lakes Council                                        | 2006         | 673                                |
| Palmerston           | Noordelijk Territorium       | City of Palmerston                                         | 2006         | 23614                              |
| Panmure              | Victoria                     | Shire of Moyne                                             | 2006         | 421                                |
| Parkers Corner       | Victoria                     |                                                            | 2006         | 12                                 |
| Parkes               | New South Wales              | Parkes Shire Council                                       | 2016         | 11258                              |
| Patchewollock        | Victoria                     | Shire of Yarriambiack                                      | 2006         | 332                                |
| Paynesville          | Victoria                     | Shire of East Gippsland                                    | 2006         | 2967                               |
| Pemberton            | West-Australië               | Shire of Manjimup                                          | 2016         | 720                                |
| Penarie              | New South Wales              | Balranald Shire Council                                    |              |                                    |
| Penrith              | New South Wales              |                                                            | 2006         | 11396                              |
| Perlubie Landing     | Zuid-Australië               | District Council of Streaky Bay                            | 2006         | minder dan 20                      |
| Perth                | West-Australië               |                                                            |              | 1832114                            |
| Petrie               | Queensland                   | Moreton Bay Regional Council                               | 2006         | 8566                               |
| Piangil              | Victoria                     | Rural City of Swan Hill                                    | 2006         | 654                                |
| Pilbara              | West-Australië               |                                                            |              | 40000                              |
| Pinjarra             | West-Australië               |                                                            | 2006         | 3295                               |
| Point Lonsdale       | Victoria                     | Borough of Queenscliffe, delen van City of Greater Geelong | 2006         | 2477                               |
| Pontville            | Tasmanië                     | Brighton Council                                           |              | ca. 500                            |
| Poochera             | Zuid-Australië               | District Council of Streaky Bay                            | 2006         | 60                                 |
| Poowong              | Victoria                     | South Gippsland Shire                                      | 2006         | 587                                |
| Porepunkah           | Victoria                     | Alpine Shire                                               | 2006         | 589                                |
| Port Arthur          | Tasmanië                     | Tasman Council                                             | 2006         | 499                                |
| Port Augusta         | Zuid-Australië               |                                                            |              | 13897                              |
| Port Broughton       | Zuid-Australië               | District Council of Barunga West                           | 2006         | 1547 (district)                    |
| Port Douglas         | Queensland                   |                                                            |              | 948                                |
| Port Elliot          | Zuid-Australië               | Alexandrina Council                                        | 2006         | 3098                               |
| Port Fairy           | Victoria                     | Moyne Shire                                                | 2006         | 2523                               |
| Port Giles           | Zuid-Australië               | District Council of Yorke Peninsula                        |              |                                    |
| Port Hedland         | West-Australië               |                                                            | 2011         | 15.044                             |
| Port Kenny           | Zuid-Australië               | District Council of Elliston                               |              |                                    |
| Port MacDonnell      | Zuid-Australië               | District Council of Grant                                  | 2006         | 623                                |
| Port Macquarie       | New South Wales              | Port Macquarie-Hastings Council                            | 2006         | 39219                              |
| Port Neill           | Zuid-Australië               | District Council of Tumby Bay                              | 2006         | 374                                |
| Port of Brisbane     | Queensland                   | Brisbane City Council                                      | 2006         |                                    |
| Port Pirie           | Zuid-Australië               |                                                            | 2006         | 13206                              |
| Port Sorell          | Tasmanië                     | Latrobe Council                                            | 2006         | 2211                               |
| Portland             | Victoria                     |                                                            |              | 9.601                              |
| Proston              | Queensland                   | South Burnett Regional Council                             | 2006         | 304                                |
| Queenscliff          | Victoria                     | Borough of Queenscliffe                                    | 2006         | 3725                               |
| Rankins Springs      | New South Wales              | Carrathool Shire Council                                   |              |                                    |
| Red Hill             | Queensland                   | Brisbane City Council                                      | 2004         | 5016                               |
| Renmark              | Zuid-Australië               | District Council of Renmark Paringa                        | 2006         | 8054                               |
| Rennie               | New South Wales              | Corowa Shire Council                                       | 2006         | 476 (binnen een straal van 7 km)   |
| Rhyll                | Victoria                     | Bass Coast Shire                                           | 2006         | 503                                |
| Rhynie               | Zuid-Australië               | District Council of Clare and Gilbert Valleys              |              |                                    |
| Riana                | Tasmanië                     | Central Coast Council                                      | 2006         | 287                                |
| Robinvale            | Victoria                     |                                                            | 2006         | 2214                               |
| Rockhampton          | Queensland                   |                                                            | 2009         | 76729                              |
| Rockingham           | West-Australië               | City of Rockingham                                         | 2006         | 12.966                             |
| Roma                 | Queensland                   |                                                            |              | 5897                               |
| Rosebud              | Victoria                     | Mornington Peninsula (LGA)                                 | 2006         | 11176                              |
| Rowland Flat         | Zuid-Australië               | Barossa Council                                            | 2006         | 291                                |
| Rushworth            | Victoria                     | Shire of Campaspe                                          | 2006         | 2066                               |
| Rutherglen           | Victoria                     | Indigo Shire                                               | 2006         | 2502                               |
| Saddleworth          | Zuid-Australië               | District Council of Clare and Gilbert Valleys              | 2006         | 425                                |
| Sale                 | Victoria                     |                                                            |              | 13.186                             |
| Sandy Point          | Victoria                     | South Gippsland Shire                                      | 2006         | 227                                |
| Sarina               | Queensland                   | Mackay Regional Council                                    | 2001         | 2964                               |
| Savernake            | New South Wales              | Corowa Shire Council                                       |              |                                    |
| Scotsburn            | Victoria                     | Shire of Moorabool                                         |              |                                    |
| Scottsdale           | Tasmanië                     | Dorset Council                                             | 2001         | 1904                               |
| Sea Lake             | Victoria                     | Shire of Buloke                                            | 2006         | 634                                |
| Serpentine           | Victoria                     | Shire of Loddon                                            | 2006         | 380                                |
| Serviceton           | Victoria                     | Shire of West Wimmera                                      | 2006         | 377                                |
| Sevenhill            | Zuid-Australië               | District Council of Clare and Gilbert Valleys              |              |                                    |
| Shepparton           | Victoria                     | City of Greater Shepparton                                 | 2006         | 44599                              |
| Sisters Beach        | Tasmanië                     | Waratah-Wynyard Council                                    | 2006         | 380                                |
| Smeaton              | Victoria                     | Shire of Hepburn                                           | 2006         | 250                                |
| Smithton             | Tasmanië                     | Circular Head Council                                      | 2006         | 3361                               |
| Smoky Bay            | Zuid-Australië               | District Council of Ceduna                                 | 2006         | 200                                |
| Snug                 | Tasmanië                     | Kingborough Council                                        | 2006         | 881                                |
| Somerset             | Queensland                   |                                                            |              | geen permanente bewoning           |
| Sorell               | Tasmanië                     | Sorell Council                                             | 2006         | 3606                               |
| South Brisbane       | Queensland                   | Brisbane City Council                                      | 2006         | 4521                               |
| South West Rocks     | New South Wales              |                                                            | 2001         | 4116                               |
| Spreyton             | Tasmanië                     | City of Devonport                                          | 2006         | 934                                |
| Springfield          | Queensland                   | Ipswich City Council                                       | 2006         | 5732                               |
| Springsure           | Queensland                   |                                                            | 2001         | 770                                |
| St Helens            | Tasmanië                     | Break O'Day Council                                        | 2006         | 2049                               |
| St Marys             | Tasmanië                     | Break O'Day Council                                        | 2006         | 549                                |
| Stanthorpe           | Queensland                   | Southern Downs Regional Council                            | 2006         | 10.575 (schatting)                 |
| Stanwell Park        | New South Wales              |                                                            | 2006         | 1078                               |
| Stawell              | Victoria                     | Shire of Northern Grampians                                | 2006         | 6035                               |
| Stenhouse Bay        | Zuid-Australië               | District Council of Yorke Peninsula                        |              |                                    |
| Stirling North       | Zuid-Australië               | City of Port Augusta                                       | 2006         | 350                                |
| Stockinbingal        | New South Wales              | Cootamundra Shire Council                                  | 2006         | 242                                |
| Strahan              | Tasmanië                     | West Coast Council                                         | 2006         | 637                                |
| Strathmerton         | Victoria                     | Shire of Moira                                             | 2006         | 451                                |
| Strathpine           | Queensland                   | Moreton Bay Regional Council                               | 2006         | 9534                               |
| Surfers Paradise     | Queensland                   | Gold Coast                                                 | 2006         | 18501                              |
| Swan Hill            | Victoria                     |                                                            |              | 9.894                              |
| Sydney               | New South Wales              | Cumberland                                                 | 2013         | 4757083                            |
| Taggerty             | Victoria                     | Shire of Murrindindi                                       | 2006         | 612                                |
| Tailem Bend          | Zuid-Australië               |                                                            | 2006         | 1457                               |
| Talbingo             | New South Wales              |                                                            | 2006         | 241                                |
| Tallangatta          | Victoria                     |                                                            | 2001         | 950                                |
| Tallong              | New South Wales              | Goulburn-Mulwaree Council                                  | 2006         | 704                                |
| Tamworth             | New South Wales              | Tamworth Regional Council                                  | 2016         | 63126                              |
| Tangambalanga        | Victoria                     | Indigo Shire                                               | 2006         | 439                                |
| Tarago               | New South Wales              | Goulburn Mulwaree Council                                  | 2006         | 531                                |
| Taralga              | New South Wales              |                                                            |              | ca. 400                            |
| Taranna              | Tasmanië                     | Tasman Council                                             | 2006         | 190                                |
| Tarcutta             | New South Wales              |                                                            | 2006         | 441                                |
| Taroom               | Queensland                   |                                                            | 2001         | 691                                |
| Tarwin Lower         | Victoria                     | South Gippsland Shire                                      | 2006         | 115                                |
| Tennant Creek        | Noordelijk Territorium       |                                                            | 2005         | 3500                               |
| Terang               | Victoria                     | Corangamite Shire                                          | 2006         | 2256                               |
| Terowie              | Zuid-Australië               | Regional Council of Goyder                                 | 2006         | 145                                |
| Texas                | Queensland                   |                                                            |              | 693                                |
| Thirlmere            | New South Wales              | Wollondilly Shire Council                                  | 2006         | 3854                               |
| Timboon              | Victoria                     | Corangamite Shire                                          | 2006         | 1258                               |
| Tingha               | New South Wales              |                                                            |              | 887 (2006)                         |
| Tintaldra            | Victoria                     | Shire of Towong                                            | 2006         | 203                                |
| Tintenbar            | New South Wales              | Ballina Shire Council                                      | 2006         | 587                                |
| Tom Price            | West-Australië               | Shire of Ashburton                                         | 2006         | 2.721                              |
| Tongala              | Victoria                     | Shire of Campaspe                                          | 2006         | 1623                               |
| Toogoolawah          | Queensland                   | Somerset Regional Council                                  | 2006         | 955                                |
| Toolangi             | Victoria                     | Murrundindi Shire                                          | 2006         | 871                                |
| Toongabbie           | Victoria                     | City of Latrobe                                            | 2006         | 462                                |
| Toorak               | Victoria                     |                                                            | 2011         | 12871                              |
| Toormina             | New South Wales              | City of Coffs Harbour                                      | 2006         | 6551                               |
| Toowoomba            | Queensland                   |                                                            | 2005         | 119133                             |
| Toronto              | New South Wales              | City of Lake Macquarie                                     | 2006         | 5161                               |
| 1770                 | Queensland                   |                                                            | 2011         |                                    |
| Townsville           | Queensland                   |                                                            |              | 165059                             |
| Trangie              | New South Wales              |                                                            | 2012         | 849                                |
| Traralgon            | Victoria                     |                                                            |              | 21.980                             |
| Trentham             | Victoria                     | Shire of Hepburn                                           | 2006         | 924                                |
| Triabunna            | Tasmanië                     | Glamorgan Spring Bay Council                               | 2006         | 796                                |
| Tumbarumba           | New South Wales              | Tumbarumba Shire Council                                   | 2006         | 1487                               |
| Tumblong             | New South Wales              | Gundagai Shire Council                                     | 2006         | 200 (binnen een straal van 7 km)   |
| Tumby Bay            | Zuid-Australië               | District Council of Tumby Bay                              | 2006         | 1228                               |
| Tungamah             | Victoria                     | Shire of Moira                                             | 2006         | 355                                |
| Two Wells            | Zuid-Australië               | District Council of Mallala                                | 2006         | 717                                |
| Tyers                | Victoria                     | City of Latrobe                                            | 2006         | 864                                |
| Tynong North         | Victoria                     | Shire of Cardinia                                          | 2006         | 350                                |
| Ulverstone           | Tasmanië                     | Central Coast Council                                      | 2006         | 9760                               |
| Undera               | Victoria                     | City of Greater Shepparton                                 | 2006         | 636                                |
| Underwood            | Queensland                   | Logan City Council                                         | 2006         | 4518                               |
| Ungarra              | Zuid-Australië               | District Council of Tumby Bay                              |              | 241                                |
| Uraidla              | Zuid-Australië               | Adelaide Hills Council                                     | 2001         | 442                                |
| Urunga               | New South Wales              | Bellingen Shire Council                                    | 2006         | 1919                               |
| Valencia Creek       | Victoria                     | Shire of Wellington                                        |              |                                    |
| Valla                | New South Wales              |                                                            | 2006         | 1054                               |
| Valley Heights       | New South Wales              | City of Blue Mountains                                     | 2001         | 1356                               |
| Venus Bay            | Zuid-Australië               | District Council of Elliston                               | 2006         | 20                                 |
| Victor Harbor        | Zuid-Australië               | City of Victor Harbor                                      | 2006         | 12528                              |
| Violet Town          | Victoria                     | Shire of Strathbogie                                       | 2006         | 594                                |
| Waddamana            | Tasmanië                     | Central Highlands Council                                  |              | 5                                  |
| Wagga Wagga          | New South Wales              |                                                            | 2001         | 44272                              |
| Walbundrie           | New South Wales              | Greater Hume Shire Council                                 | 2006         | 190                                |
| Walcha               | New South Wales              |                                                            | 2006         | 1486                               |
| Wallendbeen          | New South Wales              | Cootamundra Shire Council                                  |              | 575                                |
| Wallington           | Victoria                     | City of Greater Geelong                                    | 2006         | 1353                               |
| Walloon              | Queensland                   | Ipswich City Council                                       | 2006         | 1532                               |
| Walwa                | Victoria                     | Shire of Towong                                            | 2006         | 268                                |
| Wamoon               | New South Wales              | Leeton Shire Council                                       |              |                                    |
| Wanganella           | New South Wales              | Conargo Shire Council                                      | 2006         | 5 (binnen een straal van 7 km)     |
| Wangaratta           | Victoria                     |                                                            |              | 16.845                             |
| Warialda             | New South Wales              | Gwydir Shire Council                                       | 2006         | 1198                               |
| Warner               | Queensland                   | Moreton Bay Regional Council                               | 2006         | 4776                               |
| Warracknabeal        | Victoria                     |                                                            | 2006         | 2625                               |
| Warragul             | Victoria                     | Shire of Baw Baw                                           | 2006         | 12943                              |
| Warrion              | Victoria                     | Colac Otway Shire                                          | 2006         | 525                                |
| Warrnambool          | Victoria                     |                                                            |              | 33.922                             |
| Warwick              | Queensland                   | Southern Downs Regional Council                            | 2006         | 12562                              |
| Watchem              | Victoria                     | Shire of Buloke                                            | 2006         | 214                                |
| Waubra               | Victoria                     | Pyrenees Shire                                             | 2006         | 494                                |
| Wauchope             | New South Wales              | Port Macquarie-Hastings Council                            | 2006         | 6002                               |
| Wee Waa              | New South Wales              | Narrabri Shire Council                                     | 2005         | 1689                               |
| West End             | Queensland                   | Brisbane City Council                                      | 2004         | 6161                               |
| Westbury             | Tasmanië                     | Meander Valley Council                                     | 2006         | 1357                               |
| Westerway            | Tasmanië                     | Derwent Valley Council                                     | 2006         | 156                                |
| White Cliffs         | New South Wales              |                                                            | 2001         | 221                                |
| Widgelli             | New South Wales              |                                                            |              |                                    |
| Wilcannia            | New South Wales              |                                                            | 2006         | 759                                |
| Wiluna               | West-Australië               | Shire of Wiluna                                            | 2016         | 720                                |
| Wimbledon Heights    | Victoria                     | Bass Coast Shire                                           | 2006         | 386                                |
| Winchelsea           | Victoria                     | Surf Coast Shire                                           | 2006         | 1102                               |
| Windorah             | Queensland                   |                                                            | 2006         | 40 (schatting)                     |
| Winnaleah            | Tasmanië                     | Dorset Council                                             | 2006         | 2827                               |
| Wirrulla             | Zuid-Australië               | District Council of Streaky Bay                            | 2006         |                                    |
| Wistow               | Zuid-Australië               |                                                            | 2006         | few                                |
| Wodonga              | Victoria                     |                                                            | 2011         | 31.605                             |
| Wollongong           | New South Wales              |                                                            | 2006         | 234482                             |
| Wondai               | Queensland                   | South Burnett Regional Council                             | 2006         | 1402                               |
| Wonthaggi            | Victoria                     | Bass Coast Shire                                           | 2006         | 4239                               |
| Woodridge            | Queensland                   | Logan City Council                                         | 2006         | 11899                              |
| Woods Point          | Victoria                     | Shire of Mansfield                                         | 2006         | 94                                 |
| Woolloomooloo        | New South Wales              |                                                            | 2006         | 3038                               |
| Woomelang            | Victoria                     | Shire of Yarriambiack                                      | 2006         | 195                                |
| Woorinen South       | Victoria                     | Rural City of Swan Hill                                    | 2006         | 315                                |
| Wubin                | West-Australië               | Shire of Dalwallinu                                        |              |                                    |
| Wunghnu              | Victoria                     | Shire of Moira                                             | 2006         | 270                                |
| Wunjunga             | Queensland                   | Townsville                                                 |              |                                    |
| Wyalong              | New South Wales              | Bland Shire Council                                        |              |                                    |
| Wyandra              | Queensland                   |                                                            | 2006         | 116                                |
| Wycheproof           | Victoria                     | Shire of Buloke                                            | 2006         | 816                                |
| Wynnum               | Queensland                   | Brisbane City Council                                      | 2006         | 11719                              |
| Wynyard              | Tasmanië                     | Waratah-Wynyard Council                                    | 2006         | 4812                               |
| Yamba                | New South Wales              | Clarence Valley Council                                    | 2006         | 5621                               |
| Yambuk               | Victoria                     | Shire of Moyne                                             | 2006         | 540                                |
| Yanco                | New South Wales              | Leeton Shire Council                                       |              |                                    |
| Yankalilla           | Zuid-Australië               | District Council of Yankalilla                             | 2006         | 440                                |
| Yarra Glen           | Victoria                     |                                                            | 2006         | 2598                               |
| Yass                 | New South Wales              | Yass Valley Council                                        | 2006         | 5333                               |
| Yea                  | Victoria                     |                                                            | 2006         | 1052                               |
| Yelarbon             | Queensland                   | Goondiwindi Regional Council                               | 2001         | 216                                |
| Yeppoon              | Queensland                   | Rockhampton Regional Council                               | 2006         | 10656                              |
| Yinnar               | Victoria                     | City of Latrobe                                            | 2006         | 585                                |
| Yoogali              | New South Wales              |                                                            |              |                                    |
| Yudnamutana          | Zuid-Australië               |                                                            | 2006         | 0 (spookstad)                      |
| Zeehan               | Tasmanië                     | West Coast Council                                         | 2006         | 845                                |